# Новоселівська волость (Бахмутський повіт)
Новоселівська волость — історична адміністративно-територіальна одиниця Бахмутського повіту Катеринославської губернії із центром у селі Новоселівка.
Станом на 1886 рік складалася з 4 поселень, 4 сільських громад. Населення — 1633 особи (906 чоловічої статі та 727 — жіночої), 249 дворових господарств.
|                     | Площа, десятин | У тому числі орної, дес. |
| ------------------- | -------------- | ------------------------ |
| Сільських громад    | 2123           | 1548                     |
| Приватної власності | 11728          | 2884                     |
| Іншої власності     | 33             | 33                       |
| Загалом             | 13884          | 4465                     |

Поселення волості:
- Новоселівка — колишнє власницьке село при балці Очеретоватій й річці Вовча за 60 верст від повітового міста, 789 осіб, 148 дворових господарств. За версту — православна церква.

Наприкінці 1890-тих волость ліквідовано, територія увійшла до складу Голицинівської волості.